# Sam Young (giocatore di football americano)
Sam Young (Dayton, 24 giugno 1987) è un giocatore di football americano statunitense che gioca nel ruolo di offensive tackle per i Las Vegas Raiders della National Football League (NFL). Fu scelto nel corso del sesto giro (179º assoluto) del Draft NFL 2010 dai Dallas Cowboys. Al college ha giocato a football all’Università di Notre Dame.

## Carriera

### Dallas Cowboys
Young fu scelto nel sesto giro del draft 2010 dai Dallas Cowboys. Nella sua stagione da rookie disputò due gare come membro degli special team. Dopo un deludente training camp nel 2011, fu svincolato dai Cowboys il 5 settembre 2011.

### Buffalo Bills
Il 6 settembre 2011, Young passò ai Buffalo Bills. Nella stagione 2011 scese in campo quattro volte mentre nella successiva si ritagliò maggiore spazio disputando 12 partite, incluse le prime 4 della carriera come titolare.

### Jacksonville Jaguars
L'8 ottobre 2013, Young firmò con i Jacksonville Jaguars dopo essere stato svincolato dai Bills. Con essi disputò 11 partite nel 2013, nessuna delle quali come titolare.

### Miami Dolphins
Dal 2016 al 2018 Young giocò con i Miami Dolphins.